# Vang (Oppland)
|  | Aquest article és sobre el municipi de Noruega. Vegeu-ne altres significats a Vang (desambiguació). |

Vang és un municipi situat al comtat d'Innlandet, Noruega. Té 1.590 habitants (2016) i té una superfície de km². El centre administratiu del municipi és el poble homònim.

## Informació general
El municipi de Vang es va establir l'1 de gener de 1838. Les fronteres municipals no han canviat des d'aleshores.

### Nom
El municipi (originalment la parròquia) és el nom de l'antiga granja de Vang (nòrdic antic: Vangr), ja que la primera església va ser construïda allí. El nom és idèntic a la paraula vangr que significa "camp" o "prat".

### Escut d'armes
L'escut d'armes va ser concedit el 1987. Originalment va ser el segell d'un noble medieval del districte, Sigvat de Lerhol.

## Història
Vang, com tot el districte de Valdres, fou poblat per immigrants de la Noruega occidental. El 1153, el districte es va incloure al bisbat de Stavanger per ordre del papa Adrià IV.
El 1368, el rei Haakon VI va haver de conformar una disputa sobre on se situava exactament l'antiga església de fusta de Vang. Aquesta disputa es va resoldre per la ruptura d'un terminal que encara existeix avui.

## Geografia

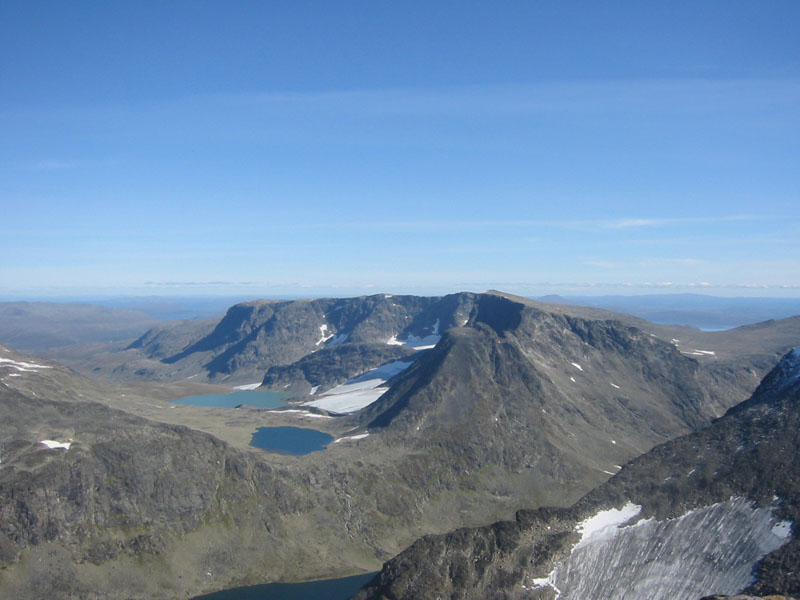
A la zona oriental del municipi hi ha muntanyes de més de 2.000 metres, com el mont Kalvehøgde.

Vang limita al nord amb els municipis de Lom i Vågå, a l'est amb Øystre Slidre, al sud-est amb Vestre Slidre, al sud amb Hemsedal (al comtat de Buskerud), i a l'oest amb Lærdal i Årdal (al comtat de Sogn og Fjordane).
Vang és part de la regió de Valdres, al centre-sud de Noruega. Aquesta regió està situada entre les valls de Gudbrandsdal i Hallingdal. El punt més elevant del municipi és Kalvehøgde amb una altura de 2.208 metres sobre el nivell del mar.
Tres quartes parts de la regió estan per sobre dels 900 metres. El cinc per cent de la superfície està coberta d'aigua, incloent els llacs Fleinsendin, Slettningen i Vangsmjøsa. El punt més baix és a 363 metres sobre el nivell del mar.